# ليلي دوغال
ليلي دوغال (بالإنجليزية: Lily Dougall)‏ (1858، مونتريال في كندا - 1923)؛ كاتِبة، شاعرة وروائية كندية.